# Mortes em abril de 2025
Mortes em 2025: ← Janeiro – Fevereiro – Março – Abril – Maio – Junho – Julho – Agosto – Setembro – Outubro – Novembro – Dezembro →
Esta é uma relação de pessoas notáveis que morreram durante o mês de abril de 2025, listando nome, nacionalidade, ocupação e ano de nascimento.

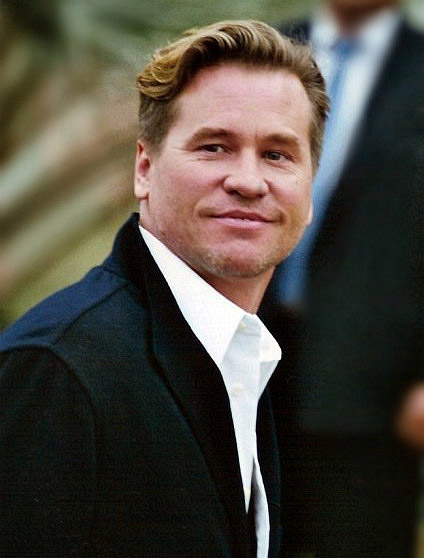
Val Kilmer, ator estadunidense.

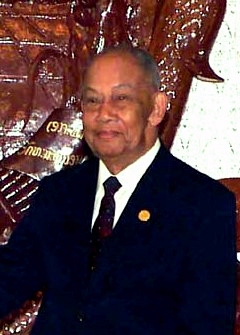
Khamtai Siphandon, político laociano.

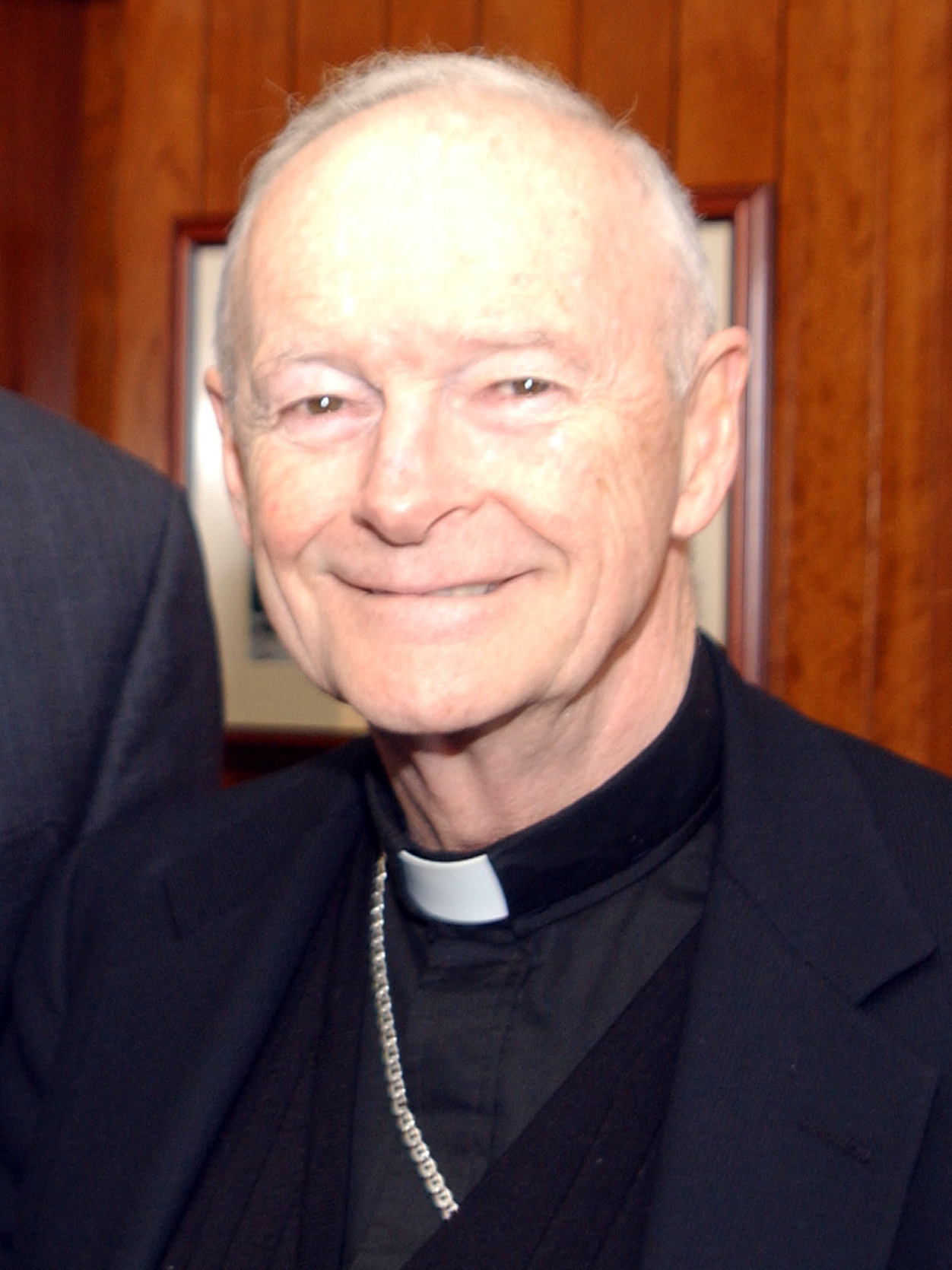
Theodore Edgar McCarrick, prelado estadunidense.

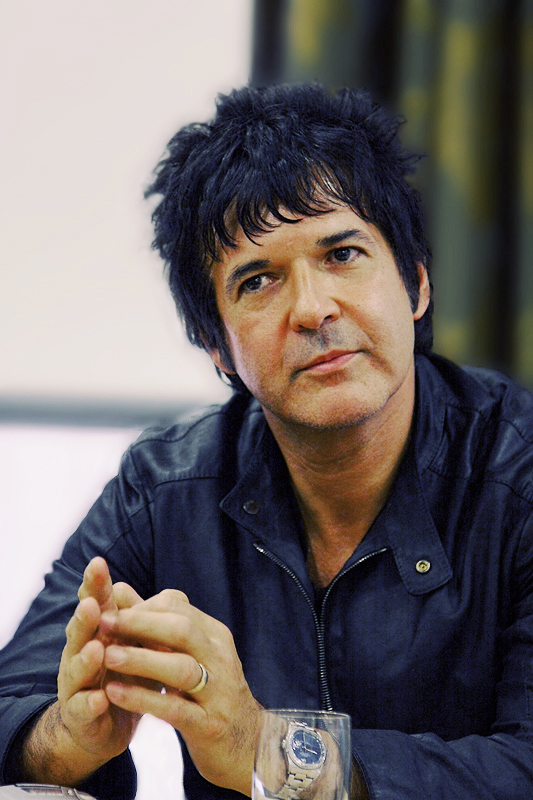
Clem Burke, baterista estadunidense.

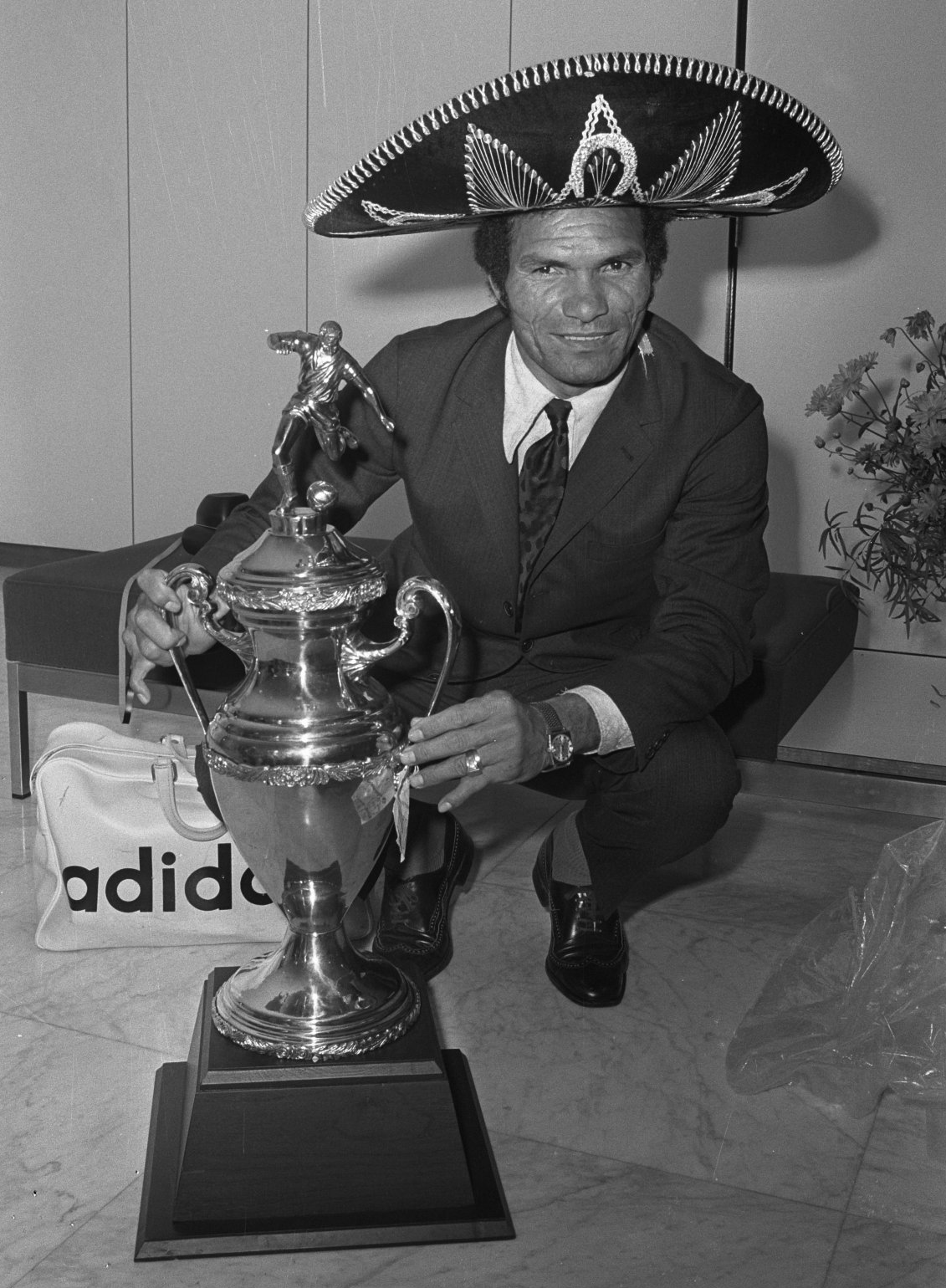
Manga, futebolista brasileiro.

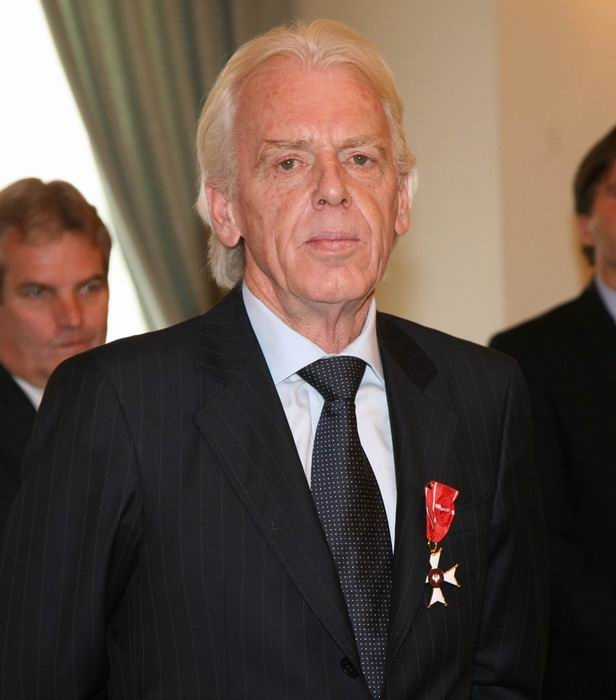
Leo Beenhakker, futebolista e treinador neerlandês.

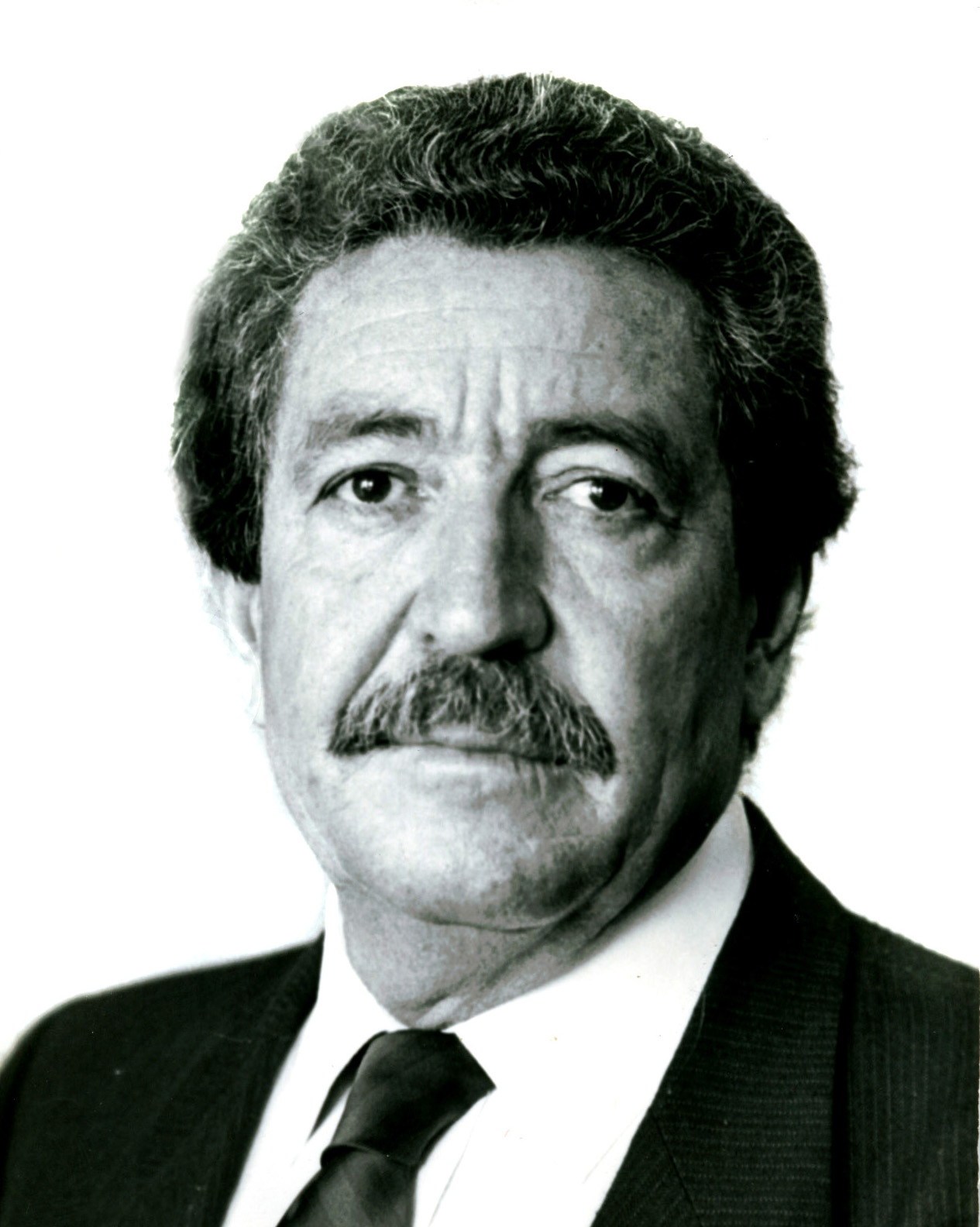
Ronan Tito, político brasileiro.

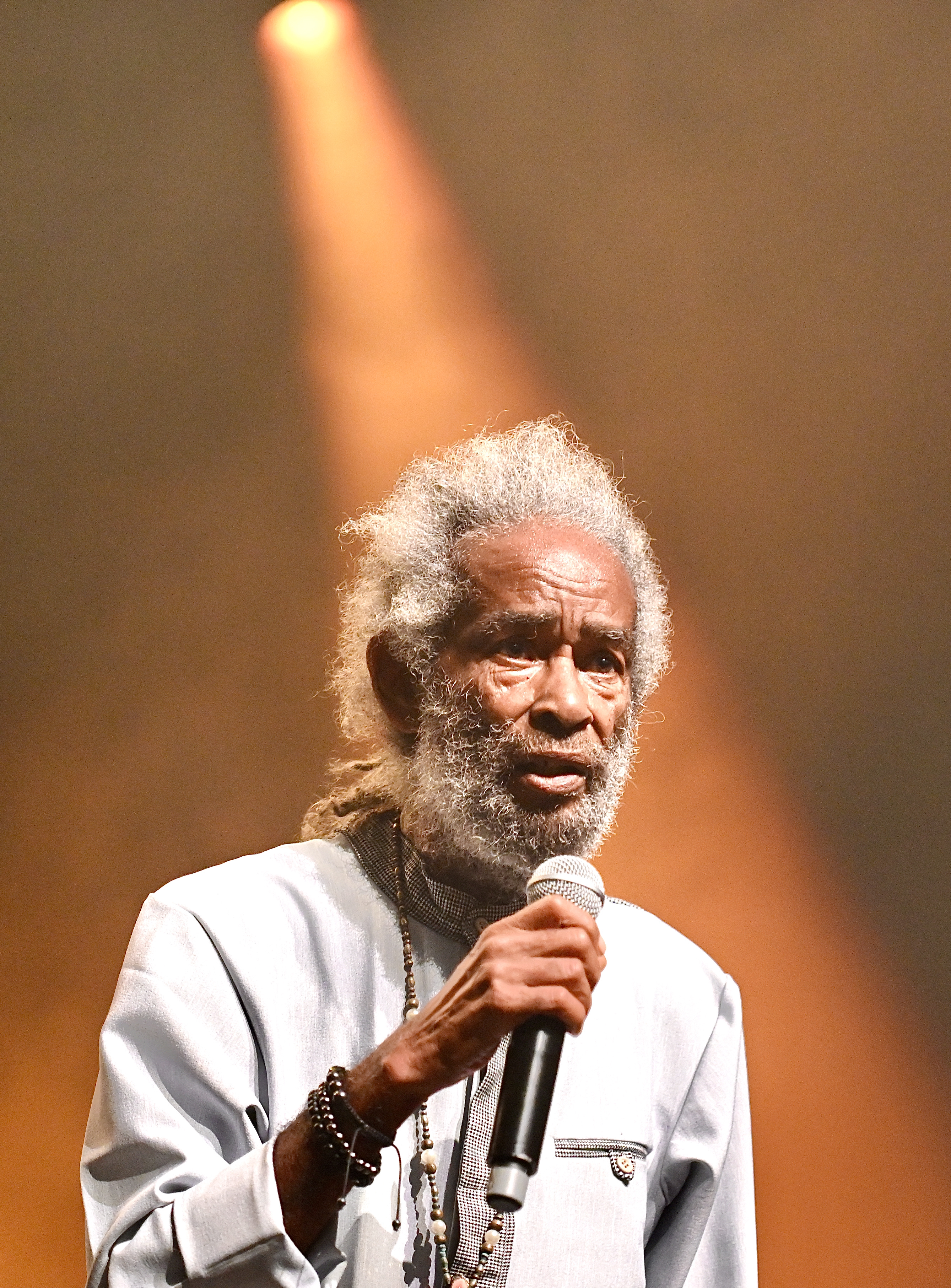
Max Romeo, músico jamaicano.

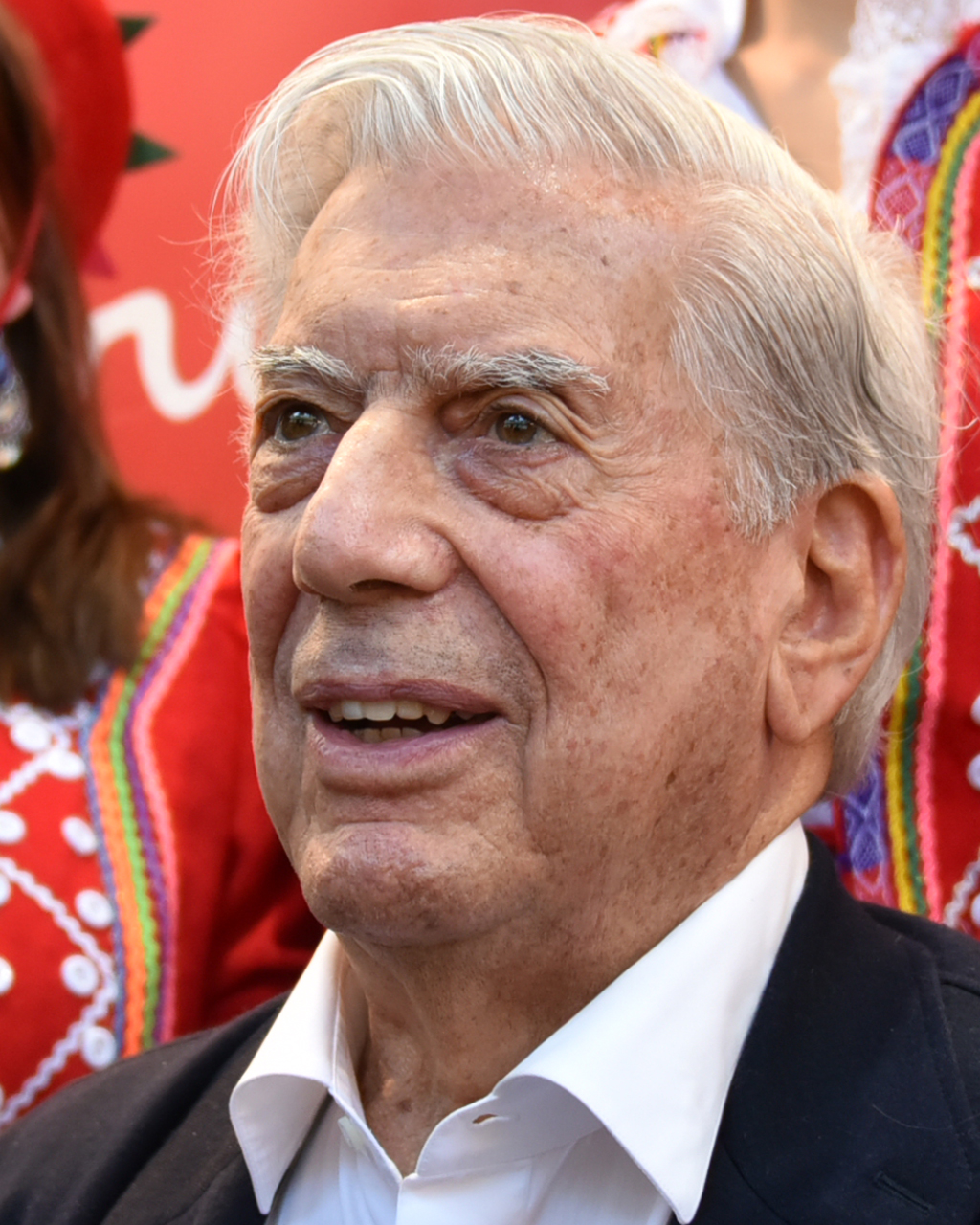
Mario Vargas Llosa, escritor peruano.

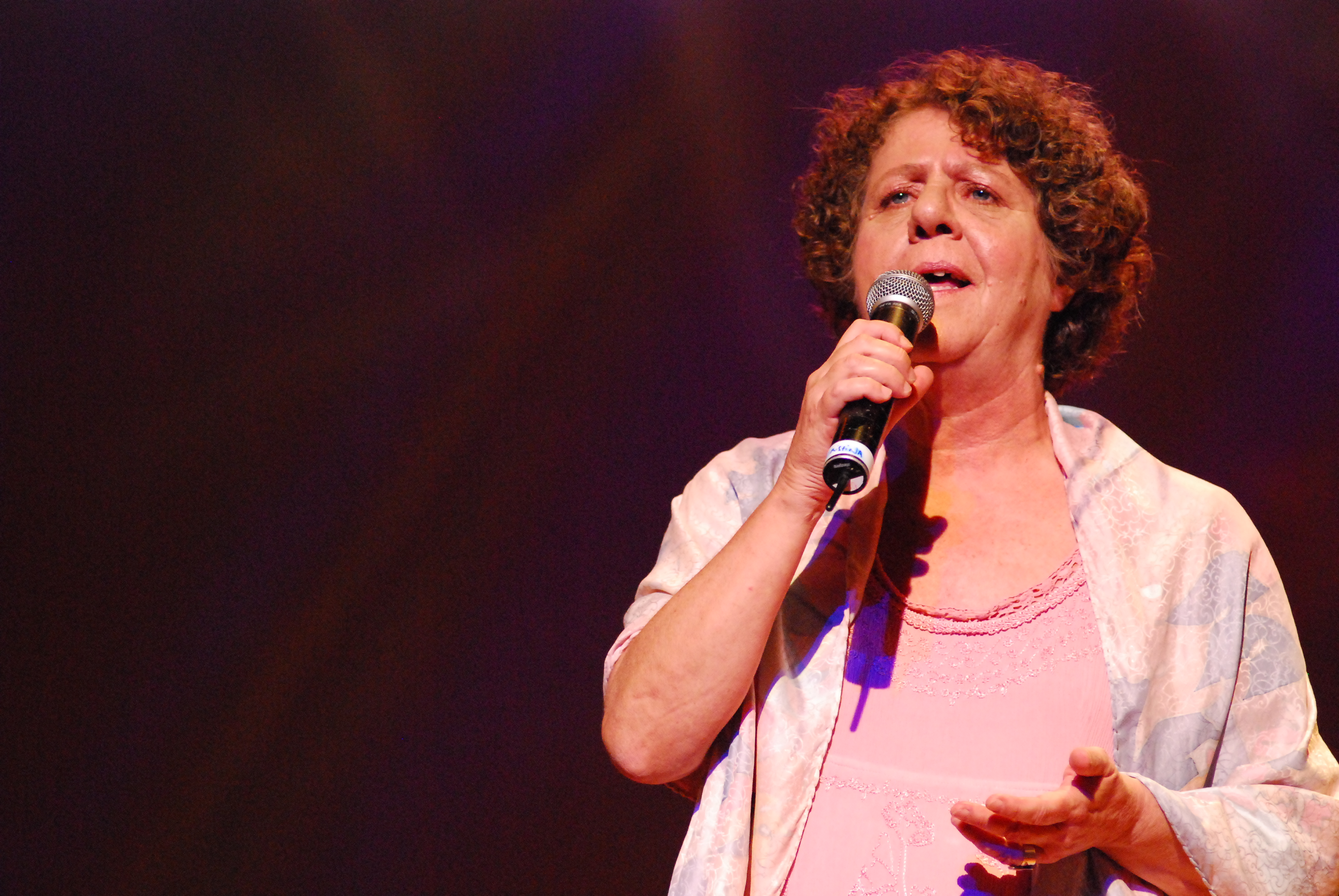
Cristina Buarque, cantora e compositora brasileira.

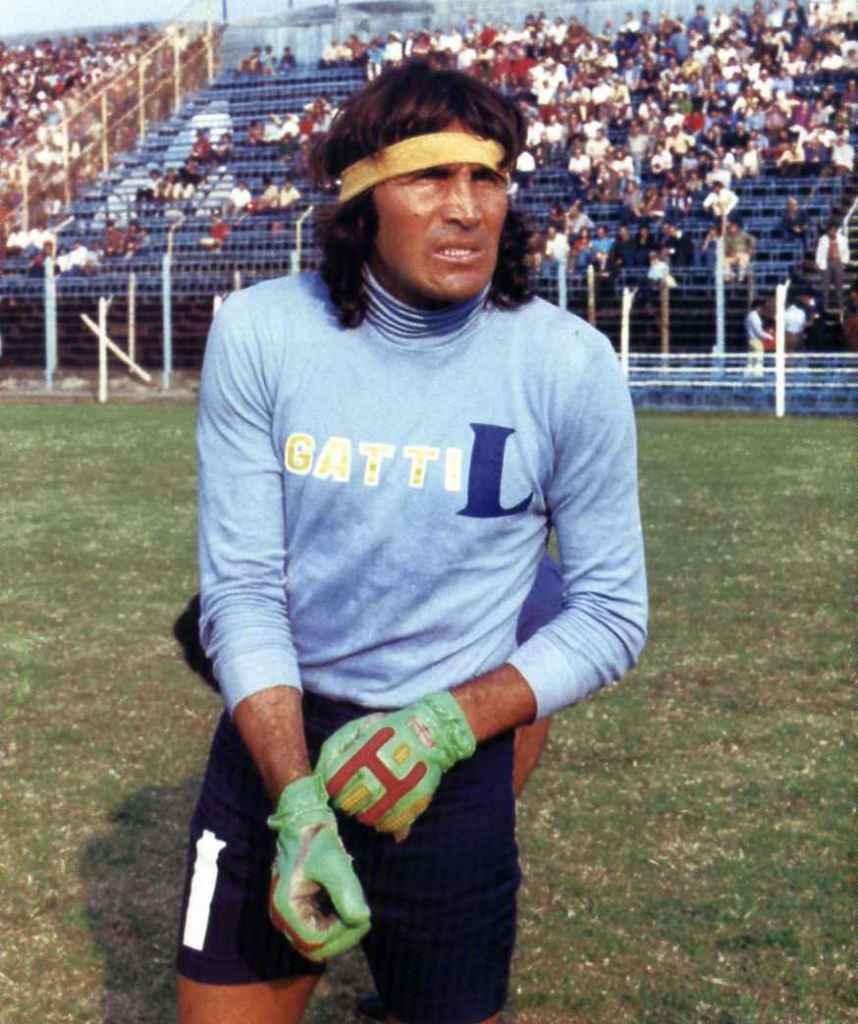
Hugo Gatti, futebolista argentino.

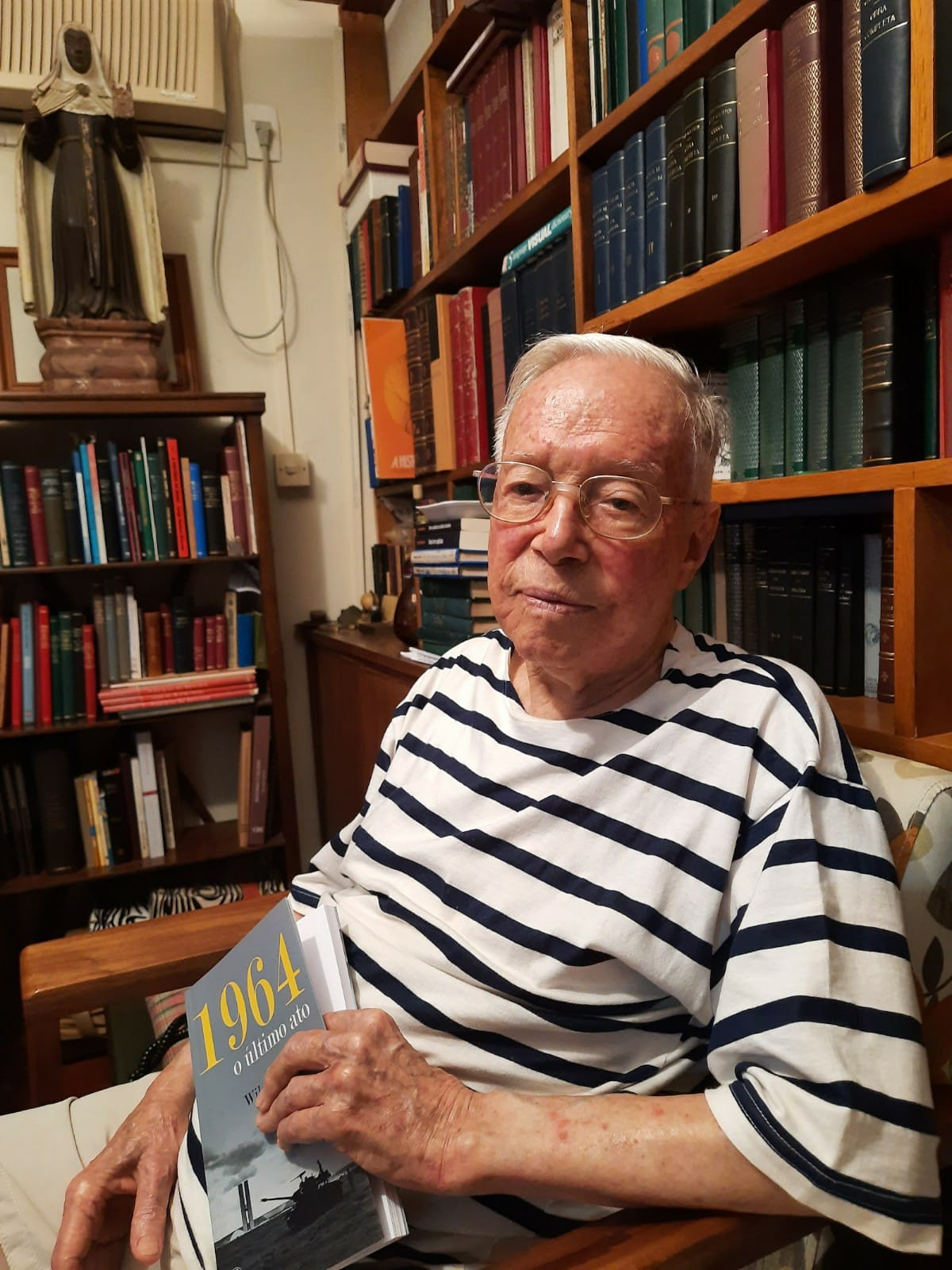
Wilson Figueiredo, escritor brasileiro.

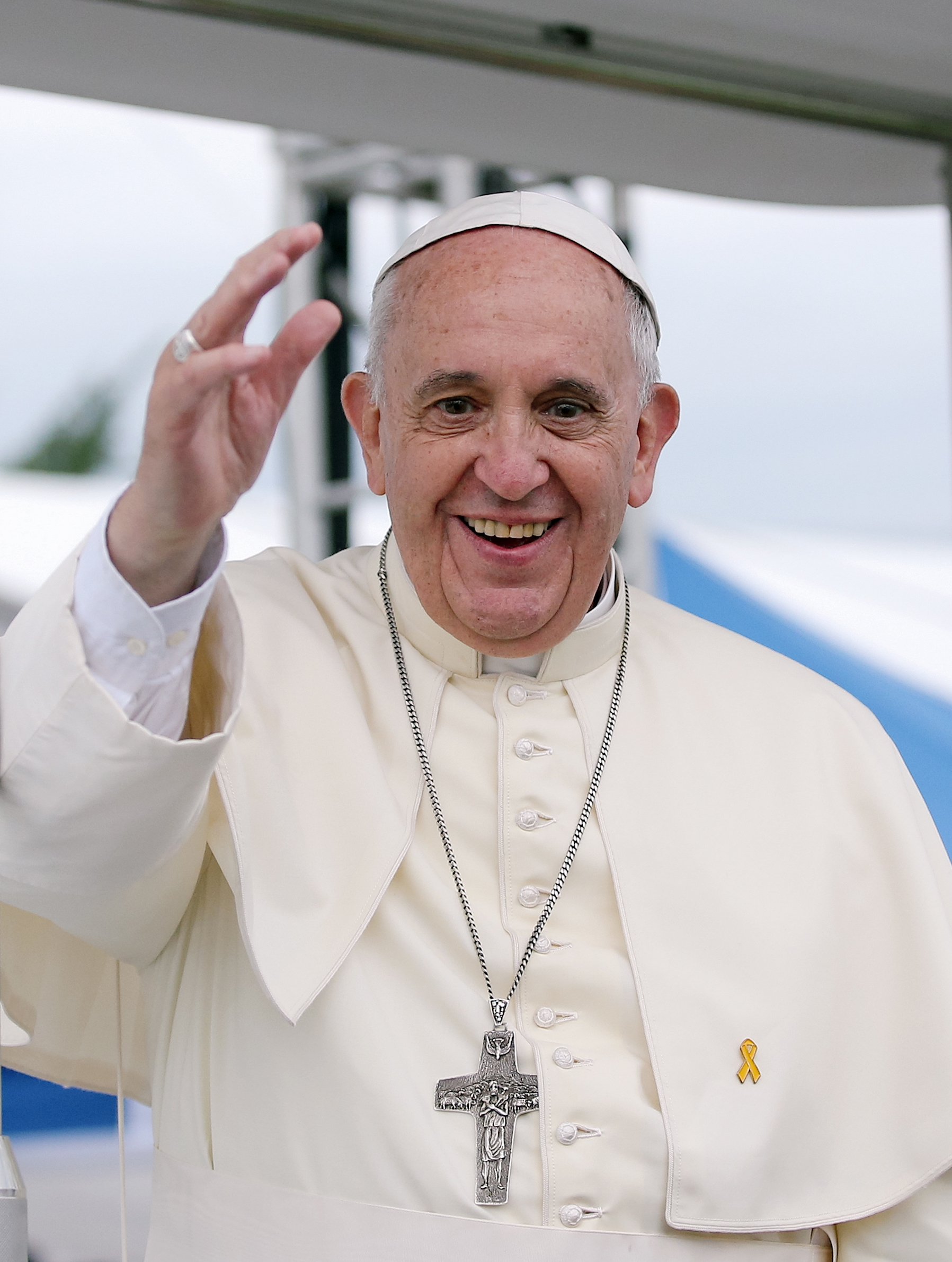
Francisco, papa argentino.

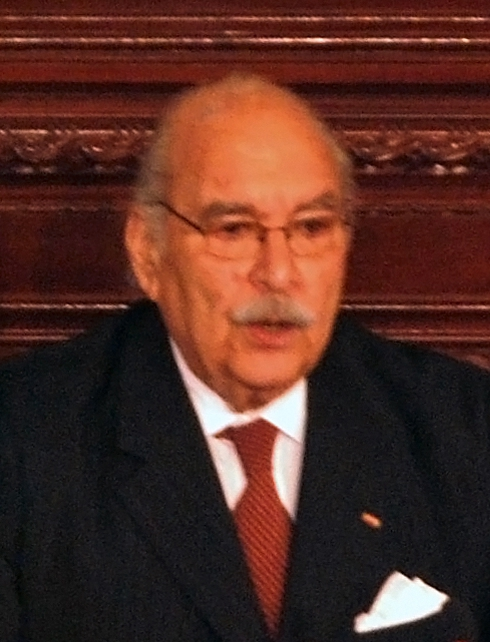
Foued Mebezaâ, político tunisiano.

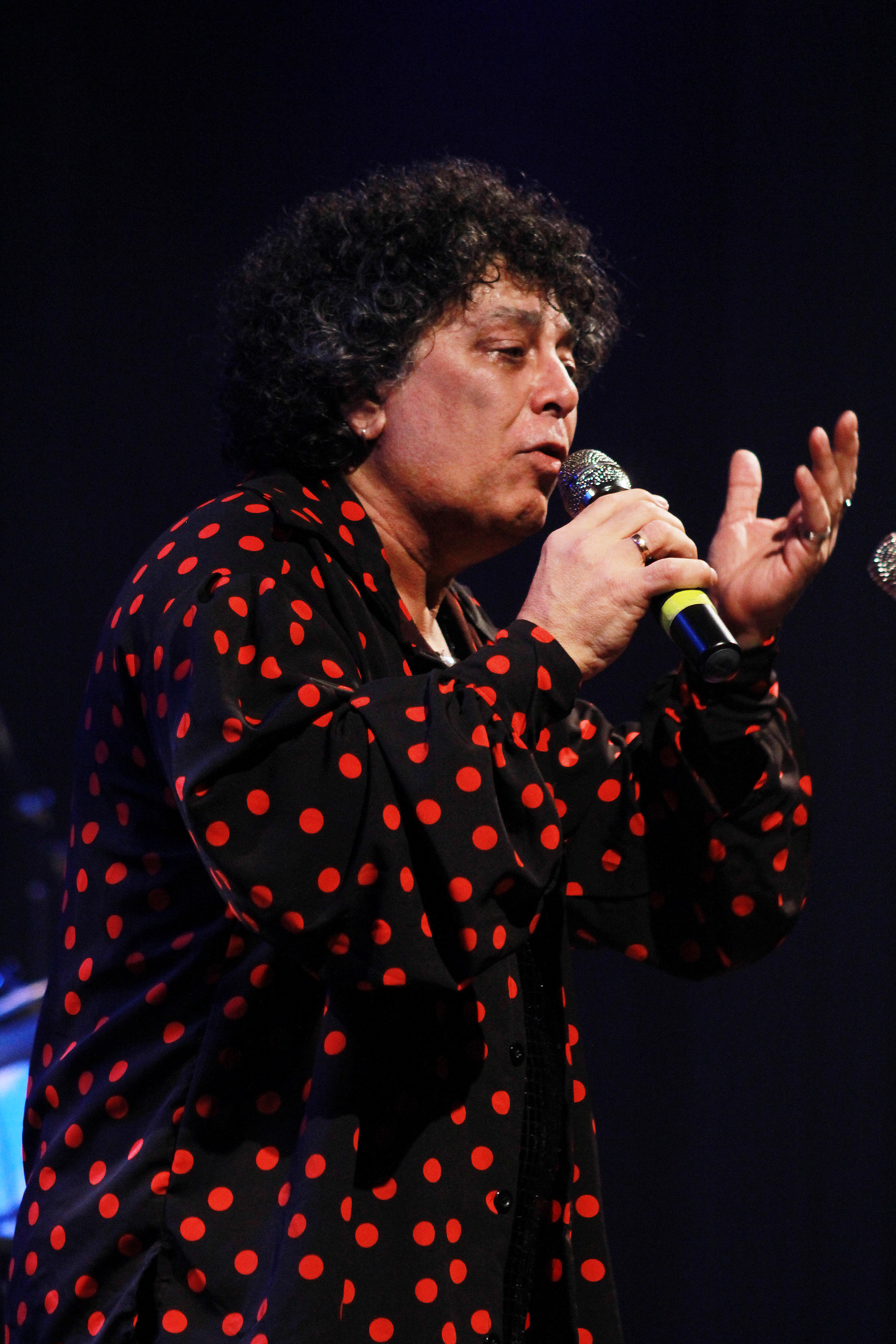
Edy Star, cantor, compositor e dançarino brasileiro.

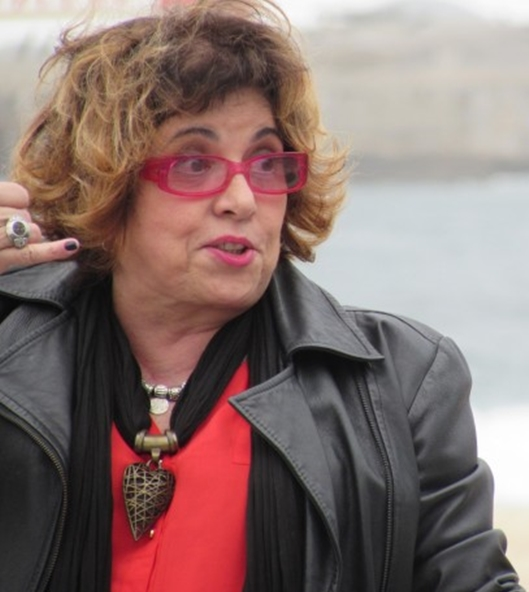
Lucia Alves, atriz brasileira.

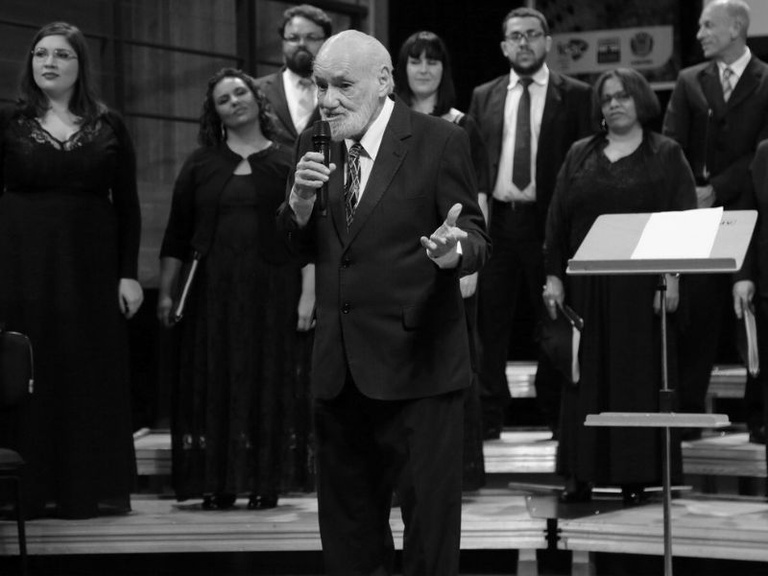
Roberto de Regina, maestro brasileiro.

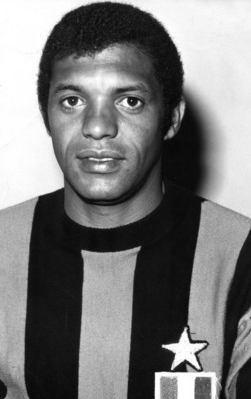
Jair da Costa, futebolista brasileiro.

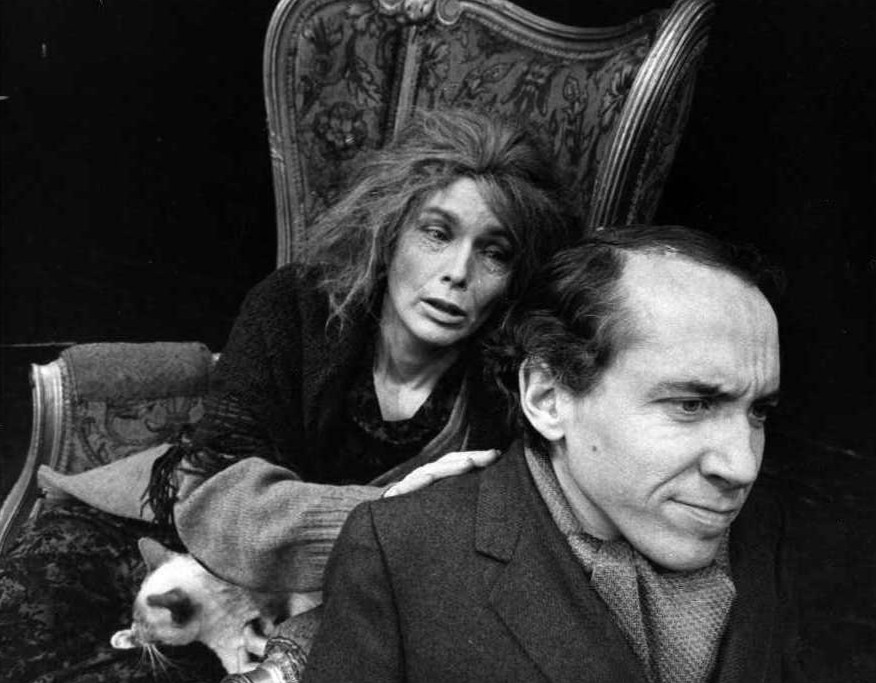
Priscilla Pointer, atriz americana.

| Dia | Nome                                 | Profissão ou motivo de reconhecimento | Nacionalidade                  | Nasc. | Ref    |
| --- | ------------------------------------ | ------------------------------------- | ------------------------------ | ----- | ------ |
| 1   | Leandro Domingues                    | Futebolista                           | Brasil                         | 1983  | [ 1 ]  |
| 1   | Val Kilmer                           | Ator                                  | Estados Unidos                 | 1959  | [ 2 ]  |
| 1   | Arsenio Campos                       | Ator                                  | México                         | 1946  | [ 3 ]  |
| 1   | Johnny Tillotson                     | Cantor e compositor                   | Estados Unidos                 | 1938  | [ 4 ]  |
| 1   | John Vella                           | Jogador de futebol americano          | Estados Unidos                 | 1950  | [ 5 ]  |
| 2   | Khamtai Siphandon                    | Político                              | Laos                           | 1924  | [ 6 ]  |
| 2   | Pinha                                | Voleibolista                          | Brasil                         | 1973  | [ 7 ]  |
| 3   | Amália Sterbinszky                   | Handebolista                          | Hungria                        | 1950  | [ 8 ]  |
| 3   | André, Príncipe de Saxe-Coburgo-Gota | Príncipe                              | Alemanha                       | 1943  | [ 9 ]  |
| 3   | Ivan Kley                            | Tenista                               | Brasil                         | 1958  | [ 10 ] |
| 3   | Paulo Mendo                          | Médico e político                     | Portugal                       | 1932  | [ 11 ] |
| 3   | Theodore Edgar McCarrick             | Prelado                               | Estados Unidos                 | 1930  | [ 12 ] |
| 4   | Peter Turang                         | Prelado                               | Indonésia                      | 1947  | [ 13 ] |
| 4   | Paul Fierlinger                      | Produtor cinematográfico              | Chéquia/ Estados Unidos        | 1936  | [ 14 ] |
| 4   | Friðrik Ólafsson                     | Enxadrista                            | Islândia                       | 1935  | [ 15 ] |
| 4   | Enéas Athanázio                      | Escritor                              | Brasil                         | 1935  | [ 16 ] |
| 5   | Shigeaki Hattori                     | Automobilista                         | Japão                          | 1963  | [ 17 ] |
| 6   | Antônio Barros                       | Cantor e compositor                   | Brasil                         | 1930  | [ 18 ] |
| 6   | Jay North                            | Ator                                  | Estados Unidos                 | 1951  | [ 19 ] |
| 6   | Jorge Bolaño                         | Futebolista                           | Colômbia                       | 1977  | [ 20 ] |
| 6   | Clem Burke                           | Baterista                             | Estados Unidos                 | 1954  | [ 21 ] |
| 6   | Jeremiah Paul Ostriker               | Astrofísico                           | Estados Unidos                 | 1937  | [ 22 ] |
| 8   | Aurélio Pereira                      | Olheiro                               | Portugal                       | 1947  | [ 23 ] |
| 8   | Manga                                | Futebolista                           | Brasil                         | 1937  | [ 24 ] |
| 9   | Rogério Ceitil                       | Realizador                            | Portugal                       | 1937  | [ 25 ] |
| 9   | Andrew Gross                         | Escritor                              | Estados Unidos                 | 1952  | [ 26 ] |
| 10  | Leo Beenhakker                       | Futebolista e treinador               | Países Baixos                  | 1942  | [ 27 ] |
| 10  | Ronan Tito                           | Político                              | Brasil                         | 1931  | [ 28 ] |
| 10  | Ted Kotcheff                         | Cineasta                              | Canadá                         | 1931  | [ 29 ] |
| 10  | René Marie Albert Dupont             | Prelado                               | França                         | 1929  | [ 30 ] |
| 11  | Max Romeo                            | Músico                                | Jamaica                        | 1947  | [ 31 ] |
| 11  | Don Mischer                          | Diretor de televisão                  | Estados Unidos                 | 1940  | [ 32 ] |
| 12  | Jean Breuer                          | Ciclista                              | Alemanha                       | 1938  | [ 33 ] |
| 13  | Jean Marsh                           | Escritora e atriz                     | Reino Unido                    | 1934  | [ 34 ] |
| 13  | Mario Vargas Llosa                   | Escritor                              | Peru                           | 1936  | [ 35 ] |
| 13  | José Magalhães Filho                 | Político                              | Brasil                         | 1944  | [ 36 ] |
| 13  | Geraldo de Souza Rodrigues           | Prelado                               | Brasil                         | 1963  | [ 37 ] |
| 13  | Edivaldo Ribeiro                     | Jornalista e radialista               | Brasil                         | 1942  | [ 38 ] |
| 13  | Carlos Matos Gomes                   | Militar e escritor                    | Portugal                       | 1946  | [ 39 ] |
| 14  | Abdullah Ahmad Badawi                | Político                              | Malásia                        | 1939  | [ 40 ] |
| 14  | Don Hasselbeck                       | Jogador de futebol americano          | Estados Unidos                 | 1957  | [ 41 ] |
| 14  | Joaquín Galera                       | Ciclista                              | Espanha                        | 1940  | [ 42 ] |
| 14  | Maurílio Silva                       | Político                              | Brasil                         | 1946  | [ 43 ] |
| 15  | Jadwiga Jankowska-Cieślak            | Atriz                                 | Polónia                        | 1951  | [ 44 ] |
| 15  | Angélico Sândalo Bernardino          | Prelado                               | Brasil                         | 1933  | [ 45 ] |
| 15  | Richard K Bernstein                  | Médico                                | Estados Unidos                 | 1934  | [ 46 ] |
| 16  | João Cravinho                        | Político                              | Portugal                       | 1936  | [ 47 ] |
| 16  | Ron Gardin                           | Jogador de futebol americano          | Estados Unidos                 | 1944  | [ 48 ] |
| 16  | Aaron Boupendza                      | Futebolista                           | Gabão                          | 1996  | [ 49 ] |
| 16  | Fatima Hassouna                      | Fotojornalista                        | Palestina                      | 2000  | [ 50 ] |
| 17  | Nuno Guerreiro                       | Cantor                                | Portugal                       | 1972  | [ 51 ] |
| 18  | Nikola Pokrivač                      | Futebolista                           | Iugoslávia/ Croácia            | 1985  | [ 52 ] |
| 18  | Clodagh Rodgers                      | Cantora e atriz                       | Reino Unido                    | 1947  | [ 53 ] |
| 18  | Irwin Lachman                        | Engenheiro                            | Estados Unidos                 | 1930  | [ 54 ] |
| 19  | Meir Nitzan                          | Político                              | Israel/ Roménia                | 1931  | [ 55 ] |
| 19  | Barry Hoban                          | Ciclista                              | Reino Unido                    | 1940  | [ 56 ] |
| 19  | Jacques Camatte                      | Escritor e filósofo                   | França                         | 1935  | [ 57 ] |
| 19  | Tassilo Thierbach                    | Patinador                             | Alemanha/ Alemanha Oriental    | 1956  | [ 58 ] |
| 20  | Cristina Buarque                     | Cantora e compositora                 | Brasil                         | 1950  | [ 59 ] |
| 20  | Hugo Gatti                           | Futebolista                           | Argentina                      | 1944  | [ 60 ] |
| 20  | Wilson Figueiredo                    | Escritor                              | Brasil                         | 1924  | [ 61 ] |
| 20  | Mariya Shubina                       | Canoísta                              | Rússia/ União Soviética        | 1930  | [ 62 ] |
| 21  | Papa Francisco                       | Papa                                  | Argentina/ Vaticano            | 1936  | [ 63 ] |
| 21  | Hisashi Shinma                       | Promotor de eventos                   | Japão                          | 1935  | [ 64 ] |
| 21  | Peter Andrews                        | Matemático                            | Estados Unidos                 | 1937  | [ 65 ] |
| 22  | V. Y. Mudimbe                        | Filósofo                              | República Democrática do Congo | 1941  | [ 66 ] |
| 22  | Berfran Rosado                       | Político                              | Brasil                         | 1959  | [ 67 ] |
| 22  | Lar Park Lincoln                     | Atriz                                 | Estados Unidos                 | 1963  | [ 68 ] |
| 23  | Fouad Mebazaâ                        | Político                              | Tunísia                        | 1933  | [ 69 ] |
| 23  | Steve McMichael                      | Jogador de futebol americano          | Estados Unidos                 | 1957  | [ 70 ] |
| 24  | Edy Star                             | Cantor, compositor e dançarino        | Brasil                         | 1938  | [ 71 ] |
| 24  | Lúcia Alves                          | Atriz                                 | Brasil                         | 1948  | [ 72 ] |
| 24  | Michel Aglietta                      | Economista                            | França                         | 1938  | [ 73 ] |
| 25  | Krishnaswami Kasturirangan           | Cientista espacial                    | Índia                          | 1940  | [ 74 ] |
| 25  | Roberto de Regina                    | Maestro, cravista e médico            | Brasil                         | 1927  | [ 75 ] |
| 25  | Virginia Roberts Giuffre             | Advogada                              | Estados Unidos                 | 1983  | [ 76 ] |
| 25  | Alexis Herman                        | Política                              | Estados Unidos                 | 1947  | [ 77 ] |
| 26  | Jair da Costa                        | Futebolista                           | Brasil                         | 1940  | [ 78 ] |
| 26  | José Carlos da Silva José            | Futebolista                           | Portugal                       | 1941  | [ 79 ] |
| 26  | Mauro Motta                          | Compositor e produtor musical         | Brasil                         | 1948  | [ 80 ] |
| 26  | Michele Di Ruberto                   | Prelado                               | Itália                         | 1934  | [ 81 ] |
| 26  | Bernhard Korte                       | Matemático                            | Alemanha                       | 1938  | [ 82 ] |
| 27  | Dick Barnett                         | Basquetebolista                       | Estados Unidos                 | 1936  | [ 83 ] |
| 28  | Francisco Faus                       | Padre e escritor                      | Espanha/ Brasil                | 1931  | [ 84 ] |
| 28  | Priscilla Pointer                    | Atriz                                 | Estados Unidos                 | 1924  | [ 85 ] |
| 29  | Álvaro Silva                         | Atleta                                | Portugal                       | 1965  | [ 86 ] |
| 29  | David Horowitz                       | Escritor                              | Estados Unidos                 | 1939  | [ 87 ] |
| 30  | Zeno Hastenteufel                    | Prelado                               | Brasil                         | 1946  | [ 88 ] |
| 30  | Ferenc Mohácsi                       | Canoísta                              | Hungria                        | 1929  | [ 89 ] |
| 30  | Jules Albert Wijdenbosch             | Político                              | Suriname                       | 1941  | [ 90 ] |
| 30  | Luiz Antonio Mello                   | Jornalista e radialista               | Brasil                         | 1955  | [ 91 ] |
| 30  | Inah Canabarro Lucas                 | Supercentenária                       | Brasil                         | 1908  | [ 92 ] |